# OSI (banda)
OSI es una banda estadounidense de rock progresivo, formada en el año 2003 por el guitarrista de Fates Warning, Jim Matheos. Kevin Moore de Chroma Key es el otro miembro de la banda. El nombre de la banda es una referencia a la agencia gubernamental de los Estados Unidos llamada Oficina de Influencia Estratégica (en inglés Office of Strategic Influence), formada después de los atentados del 11 de septiembre de 2001 para difundir propaganda. La banda ha trabajado con varios músicos invitados, como Steven Wilson, Mikael Åkerfeldt, Sean Malone, Joey Vera y Mike Portnoy. Han publicados tres álbumes y un EP.

## Historia
Matheos reunió a Kevin Moore, quien tocó teclados en varios álbumes de Fates Warning en la década de los 1990s y principio de 2000s, y que fuera miembro fundador de Dream Theater antes de renunciar en 1994.
De manera independiente, Matheos también invitó al exbaterista de Dream Theater, Mike Portnoy, a que participara en el proyecto. Portnoy aceptó, aunque sin saber que Moore estaba involucrado. Cuando grabaron un cover de "Set the Controls for the Heart of the Sun", original de Pink Floyd, fue la primera vez en casi 10 años que Portnoy y Moore hacían música juntos. 
Sean Malone fue reclutado para tocar el bajo, faltando únicamente un vocalista. Originalmente, Matheos pensó en Daniel Gildenlöw de Pain of Salvation, e incluso se anunció al público que él sería el vocalista del grupo a tiempo completo, pero debido a compromisos ajenos al grupo, tuvo que renunciar antes de completar el álbum. Steven Wilson (de Porcupine Tree) fue llamado para reemplazar a Gildenlow, pero él sintió que la música escrita hasta ese momento no era de su agrado, y declinó la oferta. Luego se decidió que además de tocar el teclado en el álbum, Kevin Moore también cantaría.
Pero, como resultaría al final, Matheos convenció a Wilson de cantar en una canción del álbum, "shutDOWN" (que dura más de 10min). Fates Warning a menudo toca las canciones "shutDOWN" y "The New Math" en sus conciertos, con la vocalización de Ray Alder y Mike Portnoy de invitado en la percusión.

## Miembros
- Jim Matheos - Guitarras
- Joey Vera - Bajo
- Kevin Moore - Teclados, voces
- Gavin Harrison - Percusión

### Miembros pasados
- Steven Wilson - Voces (vocalista invitado en canción "shutDOWN" del álbum Office Of Strategic Influence)
- Mikael Åkerfeldt - Voces (vocalista invitado en canción "Stockholm" del álbum Blood)
- Sean Malone - Bajo
- Mike Portnoy - Percusión Acústica

## Discografía
- 2003: Office of Strategic Influence
- 2006: Free
- 2009: Blood
- 2012: Fire Make Thunder